# Internazionali di Tennis Città di Perugia 2024
Gli Internazionali di Tennis Città di Perugia 2024 sono stati un torneo maschile di tennis professionistico. È stata la 9ª edizione del torneo, facente parte della categoria Challenger 125 nell'ambito dell'ATP Challenger Tour 2024, con un montepremi di 148 000 €. Si è giocato dal 10 al 16 giugno 2024 sui campi in terra rossa del Tennis Club Perugia di Perugia, in Italia.

## Partecipanti

### Teste di serie
| Nazionalità | Giocatore          | Ranking* | Testa di serie |
| ----------- | ------------------ | -------- | -------------- |
| Italia      | Luciano Darderi    | 40       | 1              |
| Serbia      | Laslo Đere         | 52       | 3              |
| Croazia     | Borna Ćorić        | 73       | 4              |
| Germania    | Daniel Altmaier    | 83       | 4              |
| Italia      | Fabio Fognini      | 93       | 5              |
| India       | Sumit Nagal        | 95       | 6              |
| Argentina   | Francisco Comesaña | 99       | 7              |
| Italia      | Francesco Passaro  | 134      | 8              |

* Ranking al 27 maggio 2024.

### Altri partecipanti
I seguenti giocatori hanno ricevuto una wild card per il tabellone principale:
- Federico Cinà
- Luciano Darderi
- Fabio Fognini

I seguenti giocatori sono entrati in tabellone come alternate:
- Jahor Herasimaŭ
- Maks Kaśnikowski

I seguenti giocatori sono passati dalle qualificazioni:
- Samuel Vincent Ruggeri
- Riccardo Bonadio
- Giovanni Fonio
- Giovanni Oradini
- Alessandro Giannessi
- Federico Arnaboldi

Il seguente giocatore è entrato in tabellone come lucky loser:
- Gianluca Mager

## Punti e montepremi
| Torneo    | Torneo              | V      | F      | SF    | QF    | 2T    | 1T    | Q | Q2  | Q1  |
| Singolare | Punti               | 125    | 64     | 35    | 16    | 8     | 0     | 5 | 3   | 0   |
| Singolare | Premi in denaro (€) | 19 650 | 11 570 | 6 850 | 3 990 | 2 345 | 1 420 | – | 710 | 355 |
| Doppio    | Punti               | 125    | 64     | 35    | 16    | –     | 0     | – | –   | –   |
| Doppio    | Premi in denaro (€) | 8 420  | 4 900  | 2 940 | 1 750 | –     | 990   | – | –   | –   |

## Campioni

### Singolare
Luciano Darderi ha sconfitto in finale  Sumit Nagal con il punteggio di 6–1, 6–2.

### Doppio
Guido Andreozzi /  Miguel Ángel Reyes Varela hanno sconfitto in finale  Sriram Balaji /  Andre Begemann con il punteggio di 6–4, 7–5.